# Acadèmia de Ciències d'Hongria
L'Acadèmia de Ciències d'Hongria (en hongarès: Magyar Tudományos Akadémia; en francès: Académie hongroise des sciences) es va fundar el 1825, quan el Comte István Széchenyi va oferir els ingressos d'un any del seu patrimoni amb el propòsit d'una Societat Culta en una sessió de la Dieta a Pozsony (avui Bratislava seu del Parlament d'Hongria en el moment), i el seu exemple va ser seguit per altres delegats. La seva tasca va ser especificada com el desenvolupament de l'idioma hongarès i l'estudi i propagació de les ciències i les arts en hongarès. Va rebre el seu nom actual el 1845. L'edifici central va ser inaugurat el 1865, d'estil neorenaixentista.
Actualment té onze seccions principals:
- I. Secció sobre estudis de Lingüística i Literatura
- II. Secció sobre estudis de Filosofia i Història,
- III. Secció de Ciències Matemàtiques,
- IV. Secció de Ciències Agrícoles,
- V. Secció de Ciències Mèdiques,
- VI. Secció de Ciències Tècniques,
- VII. Secció de Ciències Químiques,
- VIII. Secció de Ciències Biològiques,
- IX. Secció d'Econòmiques i lleis,
- X. Secció de Ciències de la Terra,
- XI. Secció de Ciències Físiques.